# Episodi di Person of Interest (quinta stagione)
(Monologo di apertura di Harold Finch e John Greer presente nella maggior parte degli episodi della quinta stagione.)
La quinta e ultima stagione della serie televisiva Person of Interest, composta da 13 episodi, è stata trasmessa in prima visione negli Stati Uniti d'America dall'emittente CBS dal 3 maggio al 21 giugno 2016. In Italia la stagione è andata in onda su Premium Crime dal 18 settembre all'11 dicembre 2016, mentre in chiaro è stata trasmessa da Top Crime dal 10 novembre al 15 dicembre 2017.
Nei paragrafi dedicati a ciascun episodio sono indicate le "persone d'interesse" principali, le identità dei quali sono solitamente mostrate in anticipo nelle sigle di apertura di puntata. Sono, inoltre, segnalate le eventuali presenze di flashback e le occasionali anomalie concernenti le sigle dei rispettivi episodi.
| n° | Titolo originale            | Titolo italiano                 | Prima TV USA   | Prima TV Italia   |
| -- | --------------------------- | ------------------------------- | -------------- | ----------------- |
| 1  | B.S.O.D.                    | Morte apparente                 | 3 maggio 2016  | 18 settembre 2016 |
| 2  | SNAFU                       | Informazioni fallaci            | 9 maggio 2016  | 25 settembre 2016 |
| 3  | Truth Be Told               | La verità da raccontare         | 10 maggio 2016 | 2 ottobre 2016    |
| 4  | 6 741                       | Simulazione 6 741               | 16 maggio 2016 | 9 ottobre 2016    |
| 5  | ShotSeeker                  | Rilevaspari                     | 17 maggio 2016 | 16 ottobre 2016   |
| 6  | A More Perfect Union        | Doping                          | 23 maggio 2016 | 23 ottobre 2016   |
| 7  | QSO                         | Il codice                       | 24 maggio 2016 | 30 ottobre 2016   |
| 8  | Reassortment                | Epidemia                        | 24 maggio 2016 | 6 novembre 2016   |
| 9  | Sotto Voce                  | Sotto Voce                      | 30 maggio 2016 | 13 novembre 2016  |
| 10 | The Day the World Went Away | Il giorno in cui il mondo sparì | 31 maggio 2016 | 20 novembre 2016  |
| 11 | Synecdoche                  | Attacco al Presidente           | 7 giugno 2016  | 27 novembre 2016  |
| 12 | .exe                        | Sacrificio estremo              | 14 giugno 2016 | 4 dicembre 2016   |
| 13 | return 0                    | Fine programma                  | 21 giugno 2016 | 11 dicembre 2016  |

## Morte apparente
- Titolo originale: B.S.O.D.
- Diretto da: Chris Fisher
- Scritto da: Greg Plageman e Tony Camerino

### Trama
All'indomani dell'attacco di Samaritan conosciuto come "La Correzione", Fusco si trova di fronte ad una inchiesta da parte degli affari interni e dell'FBI, che apparentemente credono abbia sparato a Dominic ed Elias. Reese, che sta portando la valigetta contenente i dati della Macchina, combatte contro una squadra di operativi di Samaritan; in seguito, si riunisce con Finch. Tornano al nascondiglio della metropolitana, dove Harold cerca di riparare il danno fatto alla batteria piezoelettrica caricando la valigetta. Con sua grande sorpresa, inizia la decompressione da sola, con un conseguente incendio. Harold si rende conto che ha bisogno di una maggiore quantità di energia di super-calcolo per decomprimere con successo la Macchina. Flashback al 2006 mostrano Harold, preoccupato per il proprio computer di capacità in continua espansione, che cancella i ricordi della Macchina ogni notte a mezzanotte. Tuttavia, dopo un discorso con la Macchina circa la natura della morte, cambia idea: ormai, però, è troppo tardi per salvare i ricordi della Macchina.
Tornando al presente, si vede Root che sfugge agli operatori di Samaritan, cerca rifugio nel covo di uno dei suoi ex soci hacker/sicario. Ma mentre aspetta che le fornisca una nuova identità si rende conto che è stato comprato da Samaritan, fortunatamente è raggiunta da Reese per combattere una squadra di operativi. Rubano 300 PlayStation 3 che possono essere utilizzati per creare spazio di archiviazione sufficiente per la Macchina. Reese e Root portano le console alla metropolitana e Harold scarica la Macchina, mentre Reese mantiene i sistemi a bassa temperatura con azoto liquido. Quando Finch chiede alla Macchina, "Riesci a vedermi?", dopo pochi secondi essa risponde aprendo un prompt dei comandi vuoto, seguito da una lunga stringa di codice che mostra il proprio riavvio.
- Principali "persone d'interesse": La Macchina (vittima), Harold Finch (vittima), Root (vittima) e John Reese (vittima).
- Flashback: Harold Finch – Flashforward: La Macchina.
- Guest star: Carrie Preston (Grace Hendricks), Brett Cullen (Nathan Ingram), Ned Eisenberg (Detective Joseph Soriano), David Aaron Baker (Agente Martin Leroux), Robert Manning, Jr. (Zachary), Dikran Tulaine (Bela Durchenko).
- Altri interpreti: Lisa Tharps (Agente Glenda Sumner), Mason Alban (AK-12), Michael Blaustein (Ragazzo del club).
- Curiosità: Il titolo italiano è il medesimo del sedicesimo episodio della seconda stagione.

## Informazioni fallaci
- Titolo originale: SNAFU
- Diretto da: Chris Fisher
- Scritto da: Lucas O’Connor

### Trama
La Macchina, nonostante sia tornata attiva, mostra molti errori e glitch causati dalla precedente compressione, che Harold e Root risolvono incessantemente. I numeri però continuano ad arrivare e vengono monitorati da Reese e Fusco. Molti di essi sono errori e ciò porta Harold a eseguire un test della contestualizzazione delle persone sulle tre risorse principali: John, Root e se stesso. Nell'analisi, la Macchina cataloga le risorse come minacce e allontana Root ed Harold sfruttando l'apparecchio acustico della prima, mentre ingaggia un sicario come admin per uccidere e fermare Reese. La causa degli errori verrà trovata nella serializzazione dei dati: infatti ogni momento viene chiamato "Giorno R", confondendo la Macchina. Dopo una chiacchierata sul passato, Harold riuscirà a far ragionare la Macchina, a salvare John e a rimettere in funzione l'intero sistema.
- Principali "persone d'interesse": Jeff Blackwell (carnefice), Laurie Granger (carnefice) e Gerald Mancini (vittima).
- Flashback: La Macchina.
- Guest star: Joshua Close (Jeff Blackwell), LaChanze (Mona), Paige Patterson (Laurie Granger).
- Altri interpreti: Anthony Grasso (Gerald Mancini), Nurit Monacelli (Rachel Mancini), Deandre Leatherbury (Wally), Joe Lanza (Mikey), Jasson Finney (Andrius), Brian McCarthy (Edgar), Nick Doolan (Reg).

## La verità da raccontare
- Titolo originale: Truth Be Told
- Diretto da: Stephen Surjik
- Scritto da: Erik Mountain

### Trama
Mentre Finch e Root continuano a lavorare alla Macchina per farla tornare affidabile come prima, Reese per aiutare un ragazzo che cerca di scoprire come è morto il fratello deve confrontarsi di nuovo con il suo passato di agente della CI
- Principale "persona d'interesse": Alex Duncan (vittima).
- Flashback: John Reese.
- Guest star: Keith David (Terence Beale), Annie Parisse (Kara Stanton), Wrenn Schmidt (Dott.ssa Iris Campbell), Stephen Plunkett (Alex Duncan), Darren Goldstein (Paul Duncan / Brent Tomlinson).
- Altri interpreti: Nicholas Baroudi (Agente Ortega), Asta Hansen (Dinah Campbell), Brian McCormack (Phil Campbell), Colin Smith (Cameriere).

## Simulazione 6 741
- Titolo originale: 6 741
- Diretto da: Chris Fisher
- Scritto da: Lucas O’Connor e Denise Thé

### Trama
L'episodio si apre con Shaw durante un intervento in cui, i medici di Samaritan, le impiantano un chip per tentare di controllare il suo cervello. Greer e Lambert pensano di poter trasformare Shaw in una potenziale risorsa per Samaritan attraverso delle simulazioni tramite occhiali 3D. In evidente stato di catalessi, Lambert provoca Shaw mostrandole foto del resto del gruppo dei suoi amici e la provoca dicendole che hanno smesso di cercarla, la donna promette di farlo soffrire. Greer capisce che il chip non funziona e Samaritan ordina all'anziano di impiantargliene un altro. Shaw intanto si guarda allo specchio e nota la cicatrice dovuta all'intervento, accecata dalla rabbia spacca lo specchio e viene in seguito sedata dalle infermiere agli ordini di Samaritan. Mentre Lambert e un'infermiera trasportano Sameen verso la sala operatoria per un altro intervento, non si accorgono che la donna ha raccolto una scheggia di vetro dello specchio con cui, una volta entrata in ascensore, si libera, uccide l'infermiera e ferisce Lambert facendogli poi ingurgitare una fiala contenente benzodiazepine. L'ascensore si apre, Sameen stende gli uomini di Lambert e scappa dall'edificio. Arrivata fino alla spiaggia si accorge di essere su un'isola e userà un gommone per fuggire. Rientrata a New York, Sameen raggiunge in Taxi una farmacia per medicarsi la ferita, ma una scarica elettrica del chip le causa come un salto temporale, di colpo le sue mani da pulite si ritrovano sporche di sangue. Non capendo cosa le succede, Sameen minaccia al telefono di uccidere il commesso della farmacia ma è solo un modo per attirare a sé le attenzioni della Macchina (anche Samaritan scopre la sua posizione). I primi ad arrivare sono gli agenti di Samaritan che Shaw stende senza problemi tranne uno ma in suo soccorso arriva Root la quale non crede ai suoi occhi nel rivedere la donna che ama. Sameen ha un altro attacco provocato da una scarica del chip e si risveglia sulla metropolitana con Root e John. Root con il coltello rimuove il chip dalla donna e la porta nel suo appartamento. Shaw si ricongiunge così anche ad Harold e Bear, il confronto con Finch è comunque freddo dato che, secondo lei, Finch non si è dato troppa pena per salvarla. Rimaste sole, Root tenta di sedurre Shaw ma lei rifiuta anche se poco dopo ci ripensa e ha un rapporto sessuale con Root. Svegliatasi in seguito Sameen ha un altro salto temporale causato dal chip (questa volta dal nulla si ritrova in mano una pistola e un panetto di esplosivo presi dal nascondiglio delle armi di Root). Root stessa trova Shaw in bagno e la rimette a letto. La mattina seguente, John convoca Root in un bar e le spiega del chip ormai analizzato da Finch. Si tratta di un placebo, quindi i salti temporali non sono causati dal chip ma è il cervello di Shaw a causarglieli, John avvisa inoltre la hacker di starle vicina ma sopraggiunge Sameen che aveva seguito Root e li aveva spiati. Lei sta bene ed è pronta a combattere. Ordita una trappola, i tre alla fine rintracciano Greer in un magazzino di Samaritan e lo catturano portandolo nei sotterranei di una chiesa dove Finch li attendeva. Shaw sente che Greer nasconde qualcosa e nota che sul braccio ha impiantato qualcosa, una chiavetta USB che subito viene presa da Harold per essere analizzata. La chiavetta ha un codice originario di Samaritan. Harold e Shaw ne approfittano per chiarirsi. Sameen ha un altro salto temporale e spaventa Harold il quale decide di tornare alla base con Root. John rimane con Shaw e Greer. I rinforzi di Samaritan arrivano e John va ad occuparsene lasciando Sameen sola con Greer. L'anziano interfaccia di Samaritan spiega all'agente che ha fatto tutto quello che volevano per portarla dai suoi amici, il codice nella chiavetta servirà a localizzare il luogo dove si trova la Macchina. Greer inoltre aggiungerà che sarà lei a uccidere i suoi amici. Shaw, in raptus violento causato anche da un altro salto temporale, gli spara in fronte e lo uccide. John sopraggiunge poco dopo e i due lasciano la chiesa per tornare dalla Macchina. John capisce che qualcosa non va e si rifiuta di portare Shaw dalla Macchina. Sameen in seguito, fuori controllo, spara a John alla schiena a sangue freddo e lo uccide. Gli agenti di Samaritan la rintracciano e la donna viene salvata da Root. Shaw conduce poi Root in un vecchio parco giochi ed inizia a raccontarle di ciò che le hanno fatto mentre era tra le mani di Samaritan. La donna le punta la pistola dicendo che l'unico posto in cui si immaginava quando voleva stare meglio era in quel parco giochi con l'hacker al suo fianco, La donna sa inoltre che deve uccidere la sua amata per conto di Samaritan ma in cuor suo non ci riesce, si punta la pistola alla testa e si spara un colpo a bruciapelo. Si scopre poco dopo che tutto l'episodio era solo una simulazione. Shaw è sempre prigioniera degli uomini di Samaritan, i quali, tentano di usare queste simulazioni per scoprire l'ubicazione della macchina, ma la donna non cede. La simulazione appena terminata era la 6.741 (titolo dell'episodio). L'episodio si conclude con l'avvio della simulazione numero 6.742 e con Greer che dichiara soddisfatto che hanno tutto il tempo del mondo per sfruttare Sameen Shaw al fine di scoprire il nascondiglio della Macchina.
- Principale "persona d'interesse": Sameen Shaw (vittima).
- Simulazione: Sameen Shaw.
- Guest star: John Nolan (John Greer), Julian Ovenden (Jeremy Lambert), James Riordan (Dr. Aaron Wendell).
- Altri interpreti: Eyas Younis (Hamid), Andrew MacLarty (Bobby Jackson), Brian J. Carter (Stewart), Kim Ramirez (Briggs), Jabari Gray (Murrow), Evan Leone (Agente di Samaritan), Anne Carney (Infermiera di Samaritan).

## Rilevaspari
- Titolo originale: ShotSeeker
- Diretto da: Maja Vrvilo
- Scritto da: Andy Callahan

### Trama
La Macchina segnala come "numero" Ethan Garvin, un tecnico che lavora per il Centro Crimine della Polizia al "sistema Rilevaspari", che permette di individuare e localizzare il suono degli spari esplosi in città. Reese si mette sulle sue tracce e scopre che Garvin sta indagando sulla scomparsa di una giovane e brillante chimica, Krupa Naik.
- Principale "persona d'interesse": Ethan Garvin (vittima).
- Guest star: James LeGros (Bruce Moran), Joshua Close (Jeff Blackwell), Will Connolly (Ethan Garvin), Brit Whittle (Benjamin Haas), Peter Gray Lewis (JD Carrick), Enrico Colantoni (Carl Elias).
- Altri interpreti: Julie Cavaliere (Mary Mulhall), Finnerty Steeves (RTCC Supervisore), Jonathan Wilde (RTCC Dispatch), Tyson Hall (4D), Romell Witherspoon (Agente James), Daniel Morgan Shelley (Amped Up Cop), Julian Rozzell (Senzatetto).

## Doping
- Titolo originale: A More Perfect Union
- Diretto da: Aldrick Riley
- Scritto da: Melissa Scrivner Love

### Trama
Reese e Finch indagano su un possibile crimine che dovrebbe avvenire alle nozze di Phoebe Turner, la figlia del proprietario di una importante scuderia di cavalli da corsa. Intanto Fusco indaga su un ingegnere civile del municipio corrotto e arriva ad un tunnel della metropolitana in demolizione dove scopre i cadaveri di numerose persone recentemente scomparse. Il detective riuscirà a scattare alcune foto ai corpi, ma le cariche verranno fatte detonare e Fusco rimarrà ferito nel crollo.
- Principale "persona d'interesse": Phoebe Turner (vittima).
- Simulazione: Sameen Shaw.
- Guest star: John Nolan (John Greer), James LeGros (Bruce Moran), Oakes Fegley (Gabriel Hayward), Christina Bennett Lind (Karen Turner), Purva Bedi (Margaret "Maggie" Reynolds), Daniel Abeles (Will O'Brien).
- Altri interpreti: Kati Rediger (Janna Turner), Sarah Wilson (Phoebe Turner), Russell G. Jones (Howard Carpenter), Tom Wiggin (Kent Turner), Dan Puck (Agente), Mark Delabarre (Officiante), Brian J. Carter (Stewart).

## Il codice
- Titolo originale: QSO
- Diretto da: Kate Woods
- Scritto da: Hillary Benefiel

### Trama
Max Greene, conduttore radiofonico di una trasmissione su UFO, paranormale e misteri, è convinto di aver scoperto un codice segreto di comunicazione all'interno delle interferenze nelle trasmissioni della sua emittente. In effetti ha ragione e Samaritan vuole eliminarlo. Root, spacciandosi per la sua nuova produttrice del programma, tenta di salvarlo.
- Principale "persona d'interesse": Max Greene (vittima).
- Guest star: Julian Ovenden (Jeremy Lambert), Scott Adsit (Max Greene), Abbi Snee (Brittany), Samantha Buck (Dottoressa di Samaritan), Kushtrim Hoxha (Vasily).
- Altri interpreti: Kim Ramirez (Briggs), Edward Chin-Lyn (Cacciatore di fantasmi), Christopher Stadulis (Barrett).

## Epidemia
- Titolo originale: Reassortment
- Diretto da: Aldrick Riley
- Scritto da: Melissa Scrivner Love

### Trama
Finch, Reese e Root devono occuparsi di una epidemia influenzale molto pericolosa che potrebbe scatenarsi dal pronto soccorso di un ospedale. Ad aiutarli interviene anche Fusco ma il detective, sentendosi emarginato dal resto del gruppo, decide di defilarsi. Shaw riesce a liberarsi dalla sua prigionia e si sta avvicinando al confine.
- Principale "persona d'interesse": James Ko (vittima/carnefice).
- Guest star: Julian Ovenden (Jeremy Lambert), Jenna Stern (Dott.ssa Mason), Joshua Close (Jeff Blackwell), LaChanze (Mona), Mark H. Dold (Amministratore Garcia), Elena Shaddow (Ally), Kim Ramirez (Briggs), Enrico Colantoni (Carl Elias).
- Altri interpreti: James Chen (James Ko), Sonnie Brown (Infermiera Carroll), John Mondin (Paulie), Antonio Lyons (Samuel), Martin Ewans (Sid), James Ciccone (Frank Capello), Ras Enoch McCurdie (Gangster), Christina Saragaglia (Ragazza punk rocker), Jennifer Fouche (Madre), Jon Collin Barclay (Giocatore di Rugby), Leajato Robinson (Infermiere), Brian Michael (Poliziotto), Robin McGinnis (Reporter).

## Sotto Voce
- Titolo originale: Sotto Voce
- Diretto da: Margot Lulick
- Scritto da: Sabir Pirzada

### Trama
La Voce torna a farsi sentire organizzando un assalto in piena regola al distretto di Reese e Fusco per eliminare un suo ex complice. Nel frattempo Root riesce a ritrovare Shaw e la convince a non spararsi, dato che dopo le simulazioni nella realtà virtuale, era sempre la sua ultima scelta. La voce, dopo essere riuscito nel suo intento ed essere fuggito dalla stazione di polizia, viene raggiunto da Finch e Elias, che lo lasciano prima andare e poi lo fanno saltare in aria. Reese decide di raccontare finalmente tutto a Fusco sulle intelligenze artificiali. Alla fine il gruppo si riunisce sotto il ponte di Brooklyn, pronto ad aiutare nuovi Numeri.
- Principale "persona d'interesse": La Voce (carnefice).
- Guest star: Neal Huff (Terry Easton / La Voce), Rupak Ginn (Amir Siddiq), Teddy Cañez (Raul), Marcus Ho (Agente Chen), Enrico Colantoni (Carl Elias).
- Altri interpreti: Gino Vento (Benavides), John Halas (Agente), Philip Reid (Tenente), Elizabeth Loyacano (Carla Easton), Jose Joaquin Perez (Cowboy), Al Roffe (Padre).

## Il giorno in cui il mondo sparì
- Titolo originale: The Day the World Went Away
- Diretto da: Frederick E.O. Toye
- Scritto da: Andy Callahan e Melissa Scrivner Love

### Trama
Harold decide di chiudere il sistema della Macchina, ma Root gli rivela di aver inserito un potenziamento nell'IA. Tramite esso, dietro il consenso di Finch, la Macchina potrà ottenere una propria voce. Il nuovo numero arrivato è quello di Finch, la cui copertura è saltata a seguito di un proprio errore, e tutta la squadra si adopera per proteggerlo compreso Elias. Harold e Carl scappano in un quartiere dove Elias ha fatto siglare la pace tra due gang precedentemente in guerra. Samaritan trova i due, Carl viene ucciso e Harold rapito. Shaw e Root liberano Finch e, mentre Shaw trattiene gli agenti di Samaritan in una sparatoria, gli altri due scappano. Root viene ferita gravemente da Jeff Blackwell per proteggere Harold. Harold viene arrestato dalla polizia e le sue impronte digitali vengono riconosciute nell'archivio FBI. Harold, durante l'interrogatorio, dialoga con Samaritan, dichiarandogli guerra. Harold, contattato dalla macchina grazie al codice di Root, riapre il sistema, scoprendo che Root è morta e la sua è la voce che la Macchina ha scelto.
- Principale "persona d'interesse": Harold Finch (vittima/carnefice).
- Guest star: John Nolan (John Greer), Joshua Close (Jeff Blackwell), Geoff Pierson (Agente Roberts), Robert Manning, Jr. (Zachary), Sunita Mani (Sonum), Christine Cartell (Brenda Jones), Enrico Colantoni (Carl Elias).
- Altri interpreti: Reese Madigan (Detective 1), DeShawn Harold Mitchell (Detective 2), Barrington Walters Jr. (Banger), Ed Incle (Javier), R.J. Foster (Agente), Debbie Campbell (Assistente), Ryan Quinn (Guardia), Mark Doherty (First Samaritan Op), Nicholas Tucci (Samaritan Op).
- Curiosità: Questo è il centesimo episodio della serie.

## Attacco al Presidente
- Titolo originale: Synecdoche
- Diretto da: Tim Matheson
- Scritto da: Jacey Heldrich e Joshua Brown

### Trama
Mentre Finch continua le sue disquisizioni con la Macchina, il resto del gruppo è impegnato a sventare un attentato ai danni del Presidente degli Stati Uniti. Tutto finisce bene anche grazie all'intervento di Pierce e Durban, due vecchi numeri salvati dalla squadra e che ora lavorano al servizio della Macchina.
- Principale "persona d'interesse": Presidente degli Stati Uniti d'America (vittima).
- Guest star: Jimmi Simpson (Logan Pierce), Annie Ilonzeh (Harper Rose), Karen Pittman (Tracey Phillips), James Carpinello (Joey Durban), Will Brill (Charlie Vaida), L. Steven Taylor (AIC Barnes), Theis Weckesser (Agente Daniels).
- Altri interpreti: Gregory Porter Miller (Agente Reed), Adrian Alvarado (Tenente Johnson), Nathan James (Uomo in giacca), Kristine Johnson (TV Reporter), Joel Haberli (POTUS), John Quilty (Think Tanker).
- Curiosità: Il titolo originale dell'episodio fa riferimento alla sineddoche, una figura retorica che consiste nella sostituzione di un termine con un altro che ha con il primo una relazione di carattere quantitativo, in riferimento all'incontro di John e Lionel con le risorse della Macchina a Washington.

## Sacrificio estremo
- Titolo originale: .exe
- Diretto da: Greg Plageman
- Scritto da: Greg Plageman e Erik Mountain

### Trama
Finch è deciso ad infettare Samaritan con il virus che ha rubato, pur sapendo che "ucciderebbe" anche la Macchina. Reese e Shaw finalmente riescono a trovarlo e in qualche modo lo aiutano a raggiungere il suo scopo. Greer, pur di cercare di fermare Finch, sacrifica la sua vita, suicidandosi.
- Principale "persona d'interesse": John Greer (vittima/carnefice).
- Simulazioni: Harold Finch, Lionel Fusco, Sameen Shaw, John Reese, Root.
- Guest star: John Doman (Senatore Ross Garrison), Brett Cullen (Nathan Ingram), John Nolan (John Greer), Michael Potts (Travers), David Aaron Baker (Agente Martin LeRoux), Mike McGlone (Detective Bill Szymanski), Robert Manning, Jr. (Zachary), Ebon Moss-Bachrach (Michael Cole), Jacob Pitts (Henry Peck), Alex Manette (Barnett), Jean Brassard (Emile Bertrand).
- Altri interpreti: William Popp (McManus), Fisher Neal (Sgt. Neal), Alfredo Narciso (Patrol Uni), Pasha Pellosie (Desk Guard), Patrick Byas (Guardia), Jeremy Burnett (Agente di Samaritan), Lorrie Odom (Donna), Marlon Perrier (Agente di sicurezza), Quincy Darius Delince (Valet).
- Curiosità: Sul modem che Reese e Shaw prendono per aiutare Finch, è possibile notare il nome di Edward Snowden.

## Fine programma
- Titolo originale: return 0
- Diretto da: Chris Fisher
- Scritto da: Jonathan Nolan e Denise Thé

### Trama
L'episodio inizia in media res con Finch ferito gravemente su un tetto che dà indicazioni alla Macchina che sta perdendo la concezione del tempo a causa del virus Ice-9 e con questa discute della vita umana.
La storia viene ripresa qualche ora prima: dopo che Finch ha rilasciato il virus Ice-9, questo causa effetti disastrosi in tutto il mondo. La Macchina scopre che Samaritan ha fatto una sua copia e che ne ha fatto un'upload nei server della Federal Reserve e per questo indirizza Reese e Finch lì: i due riescono a trovare i server e ad inserire un'altra copia del virus Ice-9, ma Samaritan riesce a sfuggirgli ancora una volta, caricando la sua copia su un satellite dove sarebbe stato in grado in seguito di tornare sulla Terra illeso dal virus. La Macchina inoltre li avverte che l'edificio attraverso il quale Samaritan si sta caricando sul satellite verrà distrutto da un missile cruise e l'unico modo per fermarlo è quello di inviare una copia della Macchina sul satellite per sconfiggerlo. Nel frattempo Reese e Finch vengono coinvolti in una sparatoria, dove quest'ultimo viene ferito da un colpo di pistola e per proteggere Reese lo rinchiude nel caveau della banca, decidendo di sacrificarsi per sconfiggere Samaritan.
Allo stesso momento nel rifugio della metropolitana, Fusco e Shaw vengono attaccati da una squadra di agenti inviati da Samaritan guidati da Jeff Blackwell. Le due risorse della Macchina riescono a fuggire distruggendo il muro che separava il rifugio dalla galleria della metropolitana, quindi mettendo in movimento il treno attraverso la terza rotaia: tuttavia Blackwell riesce a salire sul treno, colpendo Shaw ma viene fermato da Fusco che lo ammanetta. La Macchina invia a Shaw un messaggio di Root dopo che si rende conto che è stato Blackwell ad ucciderla. Arrivati in un'altra stazione di servizio, Fusco che si accinge a liberare Blackwell viene accoltellato da quest'ultimo che riesce a scappare.
Mentre Finch aspetta di caricare una versione della Macchina sul satellite, discute con quest'ultima sull'importanza della vita umana, rendendosi conto in seguito che è sul tetto sbagliato, in quanto Reese e la Macchina avevano da tempo un accordo. Reese dice a Finch che si vuole sacrificare per ripagarlo di tutto quello che ha fatto per lui e gli confida che durante tutto questo periodo in cui hanno collaborato ha capito che anche solo salvare una singola vita può fare la differenza. La Macchina riesce a recuperare il significato della vita: la Macchina riprende un ricordo di qualche anno prima dove due poliziotti che avevano fatto visita ad una donna dicendole che suo marito era morto in un incidente con il regalo per il compleanno del figlio, discutono sul senso della vita in un bar ammettendo che si muore da soli ma che se si viene ricordati si può vivere per l'eternità. Finch saluta, dice addio al suo amico e si mette in salvo. La Macchina va da Reese che sta venendo sopraffatto dagli agenti di Samaritan e che prima di morire riesce a vedere che è riuscito a completare il suo lavoro: una copia della Macchina è stata caricata sul satellite, dove questa distrugge Samaritan una volta per tutte. In quel momento la Macchina recupera il momento in cui John era al funerale del padre.
Una settimana dopo, il mondo sta incominciando a riprendersi dall'attacco del virus Ice-9. Shaw rintraccia Blackwell e si vendica della morte di Root e in seguito s'incontra con Fusco che è ritornato a lavorare. Finch torna da Grace, in Italia. La versione della Macchina che era sul satellite ritorna sulla Terra e riceve istruzione dal messaggio vocale della sua versione precedente e infine contatta Shaw.
(Monologo della Macchina che istruisce la nuova versione di se stessa alla fine dell'episodio.)
- Principale "persona d'interesse": Samaritan (vittima/carnefice).
- Flashback: La Macchina.
- Guest star: John Doman (Senatore Ross Garrison), Carrie Preston (Grace Hendricks), Joshua Close (Jeff Blackwell), John Douglas Thompson (Murphy), Neal Matarazzo (Tenente Kearny), Justin Grace (Giovane poliziotto).
- Altri interpreti: Dylan Chalfy (Hanger), Dick Brennan (Giornalista 1), Kristine Johnson (Giornalista 2), Jack Davis (John da bambino), Amy Tribbey (Madre di John), Michael De Nola (Tassista), Jacob Berher (Guardia), Kate Kearney-Patch (Presidentessa), Miguel Cervantes (Agente), Wayne Maugans (Uomo), Rebecca Darke (Signora morente).
- Curiosità: Nella scena in cui Finch dialoga con Samaritan a Times Square è possibile riconoscere alla sua destra Jonathan Nolan, il creatore della serie.